# Yes (band)
Yes is een progressieve-rockband, in 1968 opgericht in Londen. Kenmerkend voor de muziek zijn de complexe ritmes en harmonieën, de virtuositeit van de muzikanten, de meerstemmige zang en de mystieke teksten. Sommigen zullen daarbij de hoge, ietwat engelachtige zang van Jon Anderson willen noemen en het aparte, zware basgeluid van Chris Squire. Het mystieke element van Yes wordt vaak geaccentueerd door de vele hoesontwerpen die kunstenaar Roger Dean voor Yes heeft gemaakt.

## Bezetting
Door de jaren heen heeft Yes talloze bezettingen gekend. Op een zeker moment waren er zelfs twee groepen die de naam Yes voerden. Na een gerechtelijke uitspraak mocht de ene groep (bestaande uit Squire, Rabin, Kaye, White) zichzelf Yes noemen, de andere groep ging verder als Anderson Bruford Wakeman Howe. Onder die naam brachten zij één titelloos album en een live-album onder de titel 'An Evening of Yes Music Plus' uit. Later zijn deze twee groepen gefuseerd en bestond Yes voor enige tijd uit acht muzikanten. Een ander opmerkelijk feit is dat Trevor Horn, zanger en bassist van Buggles, bekend van hits als Video killed the radio star, één album, Drama, - zij het met enige twijfel - de zang voor zijn rekening nam. Na dit album en een driejarige pauze van de band, verruilde Horn de microfoon voor de mengtafel voor de productie van het commercieel uiterst succesvolle 90125 (een titel die slaat op het catalogusnummer van dit album bij Atlantic).
De meeste leden die ooit tot Yes hebben behoord zijn Britse muzikanten, maar Yes heeft ook leden gehad uit Zwitserland, Zuid-Afrika, Verenigde Staten en Slovenië. Een alfabetisch overzicht van de muzikanten die in de loop der jaren tot Yes hebben behoord:
- Jon Anderson (zang, instrumenten)
- Peter Banks (gitaar, zang)
- Bill Bruford (drums)
- Benoît David (zanger)
- Jon Davison (zanger)
- Geoff Downes (toetsen)
- Trevor Horn (zang, bas)
- Steve Howe (gitaar, zang)
- Tony Kaye (toetsen)
- Igor Khoroshev (toetsen, zang)
- Patrick Moraz (toetsen)
- Trevor Rabin (gitaar, toetsen, zang)
- Jay Schellen (drums)
- Billy Sherwood (gitaar, toetsen, zang)
- Chris Squire (bas, zang)
- Oliver Wakeman (toetsen)
- Rick Wakeman (toetsen)
- Alan White (drums, zang)

Toen Rick Wakeman de band verliet, werd Vangelis gevraagd zijn plaats in te nemen. Na enkele weken oefenen, bleken de muzikale ideeën te ver uit elkaar te liggen om tot een goede samenwerking te komen en werd de door het vertrek van Wakeman vrijgekomen plaats ingevuld door Patrick Moraz.
Gastmuzikanten zijn onder andere:
- Jeff Berlin (bas)
- Tom Brislin (toetsen)
- Tony Levin (bas)

Volgens veel fans is de meest tot de verbeelding sprekende bezetting die met Anderson, Squire, Howe, Wakeman en Bruford, hoewel dit niet de oer-formatie van de band is.
Na Magnification en de lange tournee die erop volgt, ligt de band tijdelijk stil. Alle leden zijn intussen met eigen projecten bezig. Als Yes later een doorstart maakt, is dit zonder Anderson. Deze is met een ernstige luchtweginfectie in het ziekenhuis opgenomen na hierdoor in een coma te zijn geraakt. Hij zweeft in die tijd tot tweemaal toe op de rand van overlijden, raakt nogmaals kort in een coma en knapt daarna pas op. Yes besluit intussen niet op Anderson te wachten en neemt Benoît David in dienst. Wakeman bedankte; hij had al enige tijd het langdurig op tournee gaan vanwege gezondheidsredenen opgegeven. Vanaf dat moment wordt Yes een ssort tribute band met de zanger Benoit David van de tribute band Close to the Edge. In feite is Yes met het vertrek van Jon Anderson opgehouden te bestaan. Er is nog een band met Steve Howe die onder de naam Yes op treed en zelfs een CD maakte maar dat is niet YES slechts een soort tribute cover band. Voor de tournee van 2009 werd daarom Oliver Wakeman, Ricks zoon, gevraagd. Yes ging hierna de studio in voor het album Fly from Here, met Benoît David op zang en eerst Oliver Wakeman en later Geoff Downes als toetsenist. Oliver Wakeman werd om onbekende redenen plots bedankt en vervangen door Downes, met wie Howe al lange tijd samenwerkt in de band Asia. Tegelijkertijd waren Anderson en Wakeman een kleine toer door Engeland begonnen. Resultaat van deze samenwerking is The Living Tree en een daaropvolgende live-cd/dvd. Fly From Here verscheen medio 2011. Tijdens de promotietournee voor dit album werd Benoît David, die met stemproblemen en wat problemen in de privésfeer tijdelijk naar huis was gegaan, vervangen door Jon Davison van Glass Hammer. David vernam dit nieuws middels het lezen van een interview met Squire en niet via directe weg. Jon Davison werkt nog steeds samen met Glass Hammer. Deze band bracht met Davison Perilous uit. Intussen bracht Jon Anderson een tweetal nieuwe albums uit.
Billy Sherwood verving de in juni 2015 overleden Chris Squire gedurende de Noord-Amerikaanse tour in 2015, zoals hij dit tijdens diens ziekte ook had gedaan.
Niet veel later zijn er twee varianten van Yes, de ene onder leiding van Howe en White; de ander kreeg de naam Yes featuring Jon Anderson, Trevor Rabin, Rick Wakeman.
Alan White overleed op 26 mei 2022 op 72-jarige leeftijd. Hij is vervangen door Jay Schellen, die overigens reeds vanaf 2016 diverse malen voor Alan White als invaller tijdens Yes-tours had opgetreden.

## Discografie

### Albums
| Album met eventuele hitnotering(en) in de Nederlandse Album Top 100 | Datum van verschijnen | Datum van binnenkomst | Hoogste positie | Aantal weken | Opmerkingen                                                                     |
| ------------------------------------------------------------------- | --------------------- | --------------------- | --------------- | ------------ | ------------------------------------------------------------------------------- |
| Yes                                                                 | 1969                  | -                     |                 |              |                                                                                 |
| Time and a word                                                     | 1970                  | -                     |                 |              |                                                                                 |
| The Yes album                                                       | 1971                  | 03-04-1971            | 15              | 18           |                                                                                 |
| Fragile                                                             | 1971                  | 11-12-1971            | 12              | 15           |                                                                                 |
| Close to the Edge                                                   | 1972                  | 23-09-1972            | 1(2wk)          | 12           |                                                                                 |
| Yessongs                                                            | 1973                  | -                     |                 |              | Livealbum                                                                       |
| Tales from Topographic Oceans                                       | 1973                  | 22-12-1973            | 13              | 8            |                                                                                 |
| Relayer                                                             | 1974                  | 14-12-1974            | 14              | 13           |                                                                                 |
| Yesterdays                                                          | 1975                  | 15-03-1975            | 21              | 7            | Verzamelalbum                                                                   |
| Going for the One                                                   | 1977                  | 23-7-1977             | 10              | 12           |                                                                                 |
| Tormato                                                             | 1978                  | 30-09-1978            | 14              | 10           |                                                                                 |
| Drama                                                               | 1980                  | 06-09-1980            | 15              | 8            |                                                                                 |
| Yesshows                                                            | 1980                  | 24-01-1981            | 41              | 3            | Livealbum                                                                       |
| Classic Yes                                                         | 1981                  | -                     |                 |              | Verzamelalbum                                                                   |
| 90125                                                               | 1983                  | 26-11-1983            | 2               | 14           |                                                                                 |
| 9012Live: The solos                                                 | 1985                  | -                     |                 |              | Livealbum                                                                       |
| Big Generator                                                       | 1987                  | 10-10-1987            | 21              | 6            |                                                                                 |
| Anderson Bruford Wakeman Howe                                       | 1989                  | 01-07-1989            | 24              | 15           | Officieel geen Yes-album                                                        |
| Union                                                               | 1991                  | 11-05-1991            | 13              | 11           |                                                                                 |
| Yesyears                                                            | 1991                  | -                     |                 |              | Verzamelalbum                                                                   |
| Yesstory                                                            | 1992                  | -                     |                 |              | Verzamelalbum                                                                   |
| Highlights                                                          | 1993                  | -                     |                 |              | Verzamelalbum                                                                   |
| An evening of Yes music plus                                        | 1994                  | -                     |                 |              | Livealbum van ABWH                                                              |
| Talk                                                                | 1994                  | 09-04-1994            | 31              | 9            |                                                                                 |
| Keys to ascension                                                   | 1996                  | -                     |                 |              | Gedeeltelijk livealbum                                                          |
| Keys to ascension 2                                                 | 1997                  | -                     |                 |              | Gedeeltelijk livealbum                                                          |
| Open your eyes                                                      | 1997                  | -                     |                 |              |                                                                                 |
| Something's coming / Beyond and before                              | 1998                  | -                     |                 |              | Verzamelalbum                                                                   |
| Astral Traveller                                                    | 1999                  | -                     |                 |              | Verzamelalbum                                                                   |
| The ladder                                                          | 20-09-1999            | 02-10-1999            | 70              | 3            |                                                                                 |
| House of Yes - Live from the House of Blues                         | 2000                  | -                     |                 |              | Livealbum                                                                       |
| The Best of Yes; 1970-1987                                          | 2000                  | -                     |                 |              | Verzamelalbum                                                                   |
| Keystudio                                                           | 2001                  | -                     |                 |              | Verzamelalbum                                                                   |
| Magnification                                                       | 10-09-2001            | 22-09-2001            | 81              | 2            |                                                                                 |
| Symphonic Live                                                      | 2002                  | -                     |                 |              | Livealbum                                                                       |
| Yestoday                                                            | 01-07-2002            | -                     |                 |              | Verzamelalbum                                                                   |
| The ultimate Yes                                                    | 2003                  | -                     |                 |              | Verzamelalbum                                                                   |
| Roundabout - The best of Yes Live                                   | 2003                  | -                     |                 |              | Livealbum                                                                       |
| (Re)Union                                                           | 2004                  | -                     |                 |              | Selectie uit album Union                                                        |
| Yes Topography - The Yes Anthology                                  | 2004                  | -                     |                 |              | Verzamelalbum                                                                   |
| Yes - Extended Versions; the Encore Collection                      | 2005                  | -                     |                 |              | Verzamelalbum                                                                   |
| Roundabout & Other Hits                                             | 2007                  | -                     |                 |              | Verzamelalbum                                                                   |
| In a word: Yes                                                      | 03-10-2008            | -                     |                 |              | Verzamelalbum                                                                   |
| Wonderous stories: the best of Yes                                  | 2009                  | -                     |                 |              | Verzamelalbum                                                                   |
| Fly from here                                                       | 01-07-2011            | 09-07-2011            | 43              | 5            |                                                                                 |
| In the present - Live from Lyon                                     | Najaar 2011           |                       |                 |              | Livealbum                                                                       |
| Heaven & earth                                                      | 2014                  | 12-07-2014            | 41              | 2            |                                                                                 |
| Like It Is - Yes At The Bristol Hip                                 | 2014                  |                       |                 |              | Livealbum                                                                       |
| Songs From Tsongas: The 35th Anniversary Concert                    | 23-09-2014            |                       |                 |              | Livealbum - 3CD                                                                 |
| Progeny: Highlights From Seventy-Two                                | 19-05-2015            |                       |                 |              | Livealbum - 2CD                                                                 |
| Like It Is - Yes At The Mesa Arts Center                            | 2015                  | 03-07-2015            | 83              | 1            | Livealbum - 2CD                                                                 |
| Topographic drama – Live across America                             | 2017                  | 02-12-2017            | 188             | 1            | Livealbum                                                                       |
| Fly from here - Return trip                                         | 25-03-2018            |                       |                 |              | Remake                                                                          |
| 50 Live                                                             | 02-08-2019            |                       |                 |              | Livealbum                                                                       |
| Live At Glastonbury Festival 2003                                   | 13-09-2019            |                       |                 |              | Livealbum - 2CD                                                                 |
| From a page                                                         | 25-10-2019            |                       |                 |              | mini-album                                                                      |
| The Royal Affair Tour: Live From Las Vegas                          | 30-10-2020            |                       |                 |              | Livealbum                                                                       |
| Union 30 Live                                                       | 2021                  |                       |                 |              | Limited Edition van Yes Union Tour 1991/1992; box met 26 CD's en 4 DVD's        |
| The Quest                                                           | 01-10-2021            |                       | 54              | 1            | 2CD                                                                             |
| Mirror to the sky                                                   | 19-05-2023            | 27-05-2023            | 84              | 1            | 2CD                                                                             |
| Yessingles                                                          | 06-10-2023            |                       |                 |              | Verzamelalbum met singles (o.a. single edits, promo radio-edit en single remix) |

### Singles
| Single met eventuele hitnotering(en) in de Nederlandse Top 40 | Datum van verschijnen | Datum van binnenkomst | Hoogste positie | Aantal weken | Opmerkingen                                                         |
| ------------------------------------------------------------- | --------------------- | --------------------- | --------------- | ------------ | ------------------------------------------------------------------- |
| Sweet dreams                                                  | 1970                  | 01-08-1970            | tip19           | -            |                                                                     |
| Yours is no disgrace                                          | 1971                  | 10-04-1971            | tip23           | -            |                                                                     |
| Roundabout                                                    | 1972                  | 26-02-1972            | 23              | 3            | #27 in de Single Top 100                                            |
| Something's coming                                            | 1972                  | 20-05-1972            | tip10           | -            |                                                                     |
| America                                                       | 1972                  | 19-08-1972            | tip9            | -            |                                                                     |
| Wonderous stories                                             | 1978                  | 21-01-1978            | tip16           | -            |                                                                     |
| Owner of a Lonely Heart                                       | 1983                  | 19-11-1983            | 2               | 9            | #7 in de Single Top 100 / Alarmschijf                               |
| Owner of a lonely heart                                       | 2005                  | 04-06-2005            | 18              | 12           | met Max Graham / #25 in de Single Top 100 / Dancesmash op Radio 538 |

### NPO Radio 2 Top 2000
| Nummers met noteringen in de NPO Radio 2 Top 2000 | '99 | '00 | '01 | '02 | '03 | '04 | '05  | '06  | '07  | '08  | '09  | '10  | '11  | '12  | '13  | '14  | '15  | '16  | '17  | '18  | '19  | '20  | '21  | '22  | '23  | '24  |
| ------------------------------------------------- | --- | --- | --- | --- | --- | --- | ---- | ---- | ---- | ---- | ---- | ---- | ---- | ---- | ---- | ---- | ---- | ---- | ---- | ---- | ---- | ---- | ---- | ---- | ---- | ---- |
| Close to the Edge                                 | -   | 259 | -   | -   | -   | -   | 593  | 562  | 592  | 828  | 468  | 531  | 657  | 548  | 644  | 676  | 670  | 1059 | 1118 | 1529 | 1620 | 1714 | 1797 | 1645 | 1630 | 1735 |
| I've Seen All Good People                         | -   | 499 | -   | 559 | 621 | 936 | 1140 | 1117 | 1162 | 990  | 1095 | 1161 | 1428 | 1719 | 1610 | 1609 | 1747 | -    | -    | -    | -    | -    | -    | -    | -    | -    |
| Owner of a Lonely Heart                           | 135 | 94  | 86  | 101 | 165 | 221 | 233  | 318  | 374  | 235  | 270  | 348  | 361  | 364  | 406  | 379  | 389  | 412  | 458  | 662  | 747  | 880  | 898  | 862  | 895  | 890  |
| Roundabout                                        | -   | 246 | 204 | 194 | 317 | 465 | 603  | 614  | 681  | 506  | 554  | 689  | 679  | 928  | 791  | 972  | 931  | 1087 | 1025 | 1267 | 1307 | 1515 | 1596 | 1593 | 1699 | 1541 |
| Yours Is No Disgrace                              | -   | -   | -   | -   | -   | -   | 642  | 719  | 840  | 1097 | 657  | 832  | 892  | 1192 | 968  | 956  | 1131 | 1520 | 1370 | 1914 | 1910 | -    | -    | -    | -    | -    |

1. ↑  Een '-' betekent dat het nummer niet was genoteerd en een vetgedrukt getal geeft de hoogste notering van een nummer aan.

### Dvd's
- Yes - Yessongs (1997) (1973 Film)
- Yes - Keys to Ascension (2002)
- Yes - Symphonic Live (2002)
- Yes - Live at the House of Blues (2003)
- Yes - Yesspeak (2003)
- Yes - Live at Montreux (2003)
- Yes - Acoustic (2004)
- Yes - Songs From Tsongas (2005)
- Yes - UNION Live (Limited Edition van Yes Union Tour 1991/1992; box met 26 CD's en 4 DVD's) (2021)

| Dvd's met hitnoteringen in de Nederlandse Music Top 10 | Datum van verschijnen | Datum van binnenkomst | Hoogste positie | Aantal weken | Opmerkingen |
| ------------------------------------------------------ | --------------------- | --------------------- | --------------- | ------------ | ----------- |
| House of Yes - Live from House of Blues                | 2002                  | 23-03-2002            | 7               | 1            |             |
| Symphonic live                                         | 2002                  | 25-05-2002            | 3               | 4            |             |
| Songs from Tsongas - Yes 35th anniversary concert      | 2014                  | 27-09-2014            | 17              | 4            |             |
| Like it is - At the bristol hippodrome                 | 2014                  | 13-12-2014            | 30              | 1            |             |
| Like it is - At the Mesa Arts Centre                   | 2015                  | 11-07-2015            | 12              | 3            |             |